# 南陆线轮渡

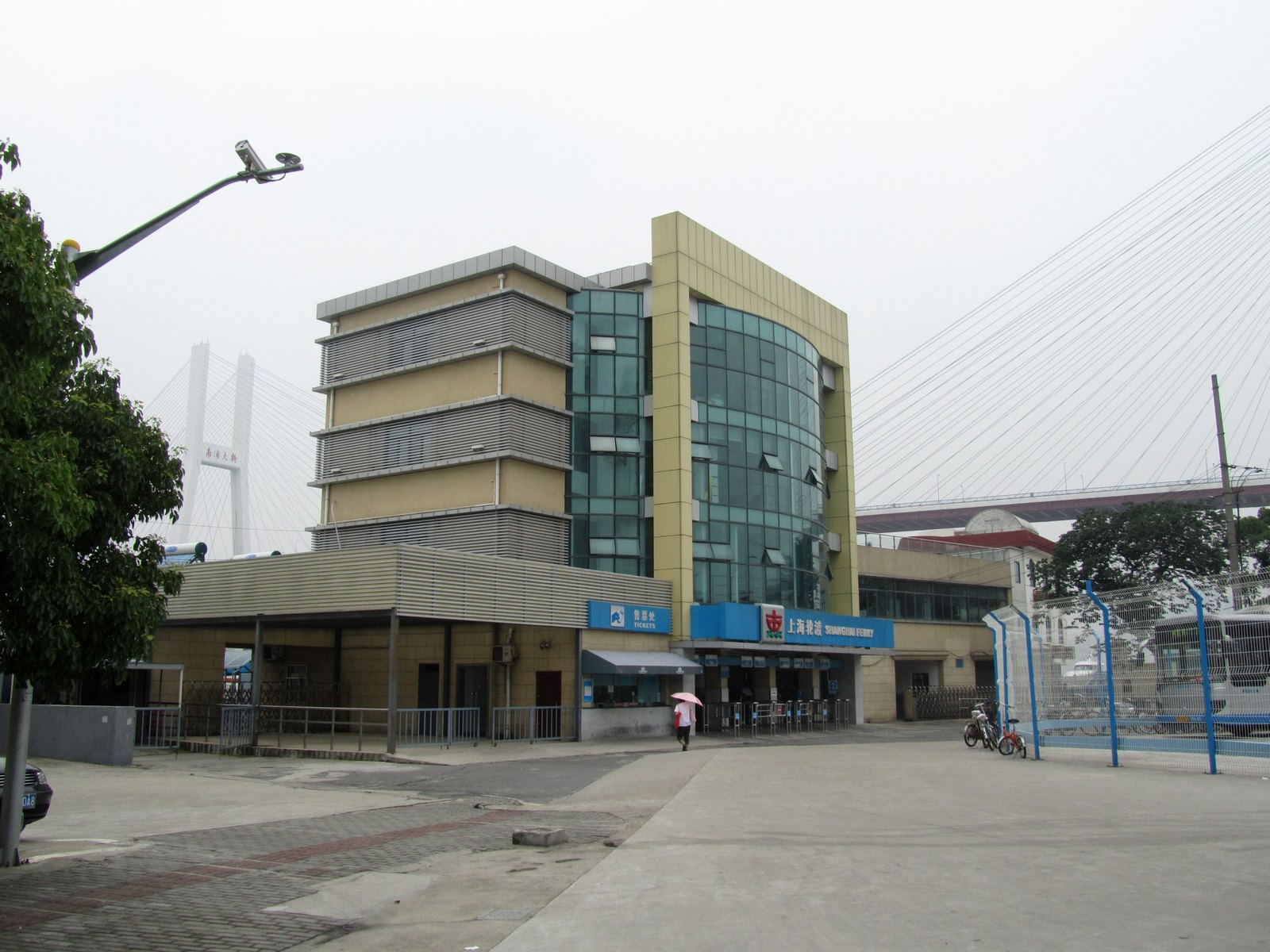
南码头路轮渡站（2011年）

南陆线轮渡，原称南南线轮渡，为中国上海市黄浦江上的一条对江轮渡航线，航线西起黄浦区外马路1279号陆家浜路轮渡站，东至浦东新区南码头路1号南码头路轮渡站。整条航线从南浦大桥下斜穿而过。
南陆线轮渡始于清乾隆年间，初为义渡。民国9年（1920年），有人合伙发起集股建船经营南南线轮渡业务。民国26年（1937年）12月12日，由上海市轮渡公司在航线旁开设南陆线车辆渡。抗日战争期间，航线由日伪上海市轮渡公司运营。1950年3月，成立南码头济渡公司，由该公司经营南南线轮渡（浦西南码头——浦东南码头）。1955年6月1日，公司并入上海市轮渡公司，航线正式定名为南南线轮渡。1982年6月，市轮渡公司对南码头轮渡站进行改建，工程于1982年11月12日建成启用。1990年，因南浦大桥建成通车，南陆线车辆渡撤销。至1998年后，南南线轮渡更名为南陆线轮渡（浦西陆家浜路——浦东南码头）。
2006年10月15日，因配合上海世博建设，位于航线上游的周南线轮渡浦东一侧改停南码头轮渡站旁新建的轮渡码头，同时航线更名为南南线轮渡（浦西南江路轮渡站——浦东南码头轮渡站），该航线已于2008年9月20日起撤销。
2013年5月17日起，市轮渡对该航线夜间班次进行抽能，班次间隔延长至30至90分钟不等。
目前，航线实行通宵运营，为上海轮渡仅存的三条通宵航线之一。同时，航线浦西陆家浜路轮渡站又作为上海市轮渡有限公司的办公大楼使用。

## 历史

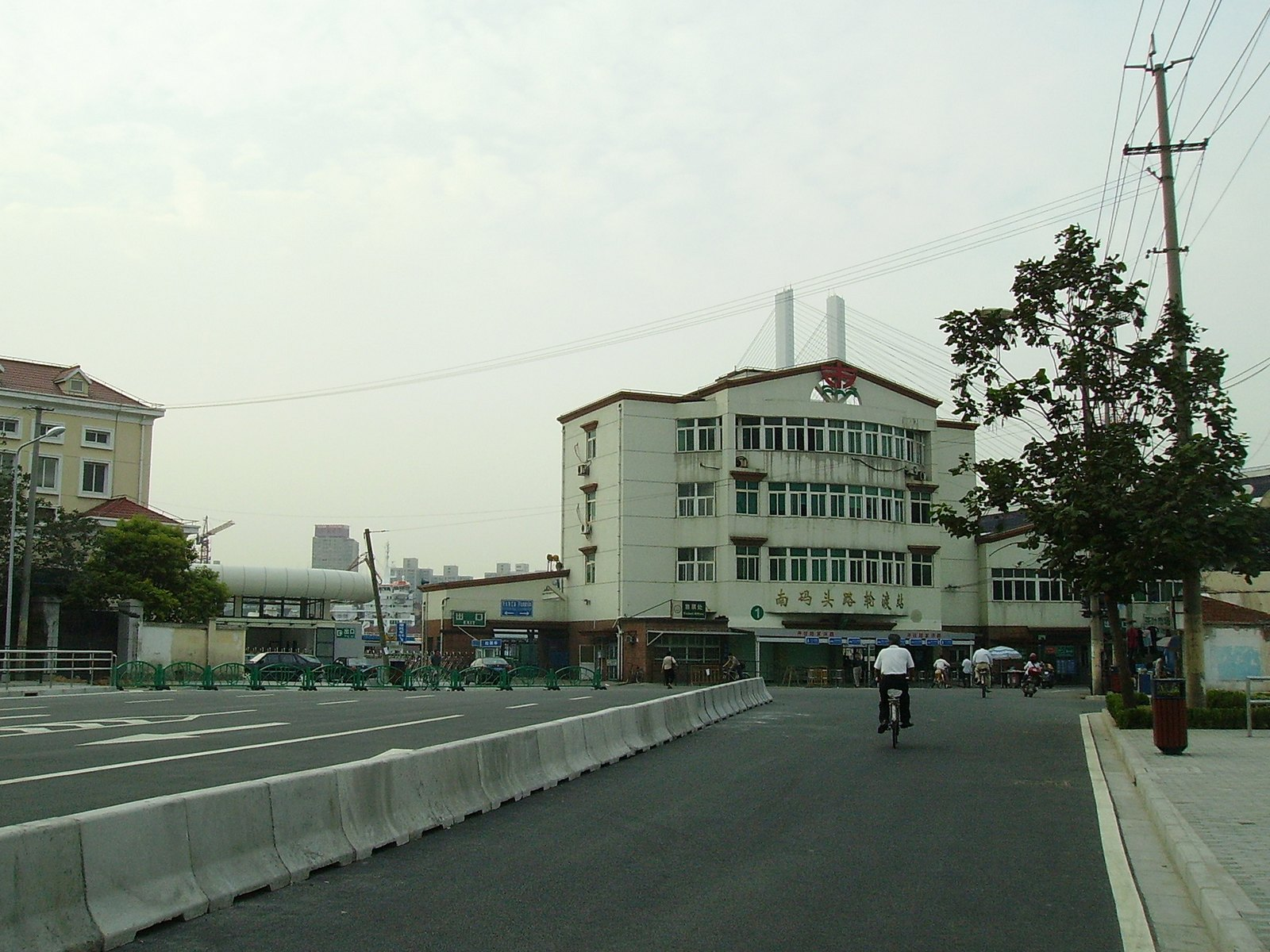
南码头路轮渡站（2006年）

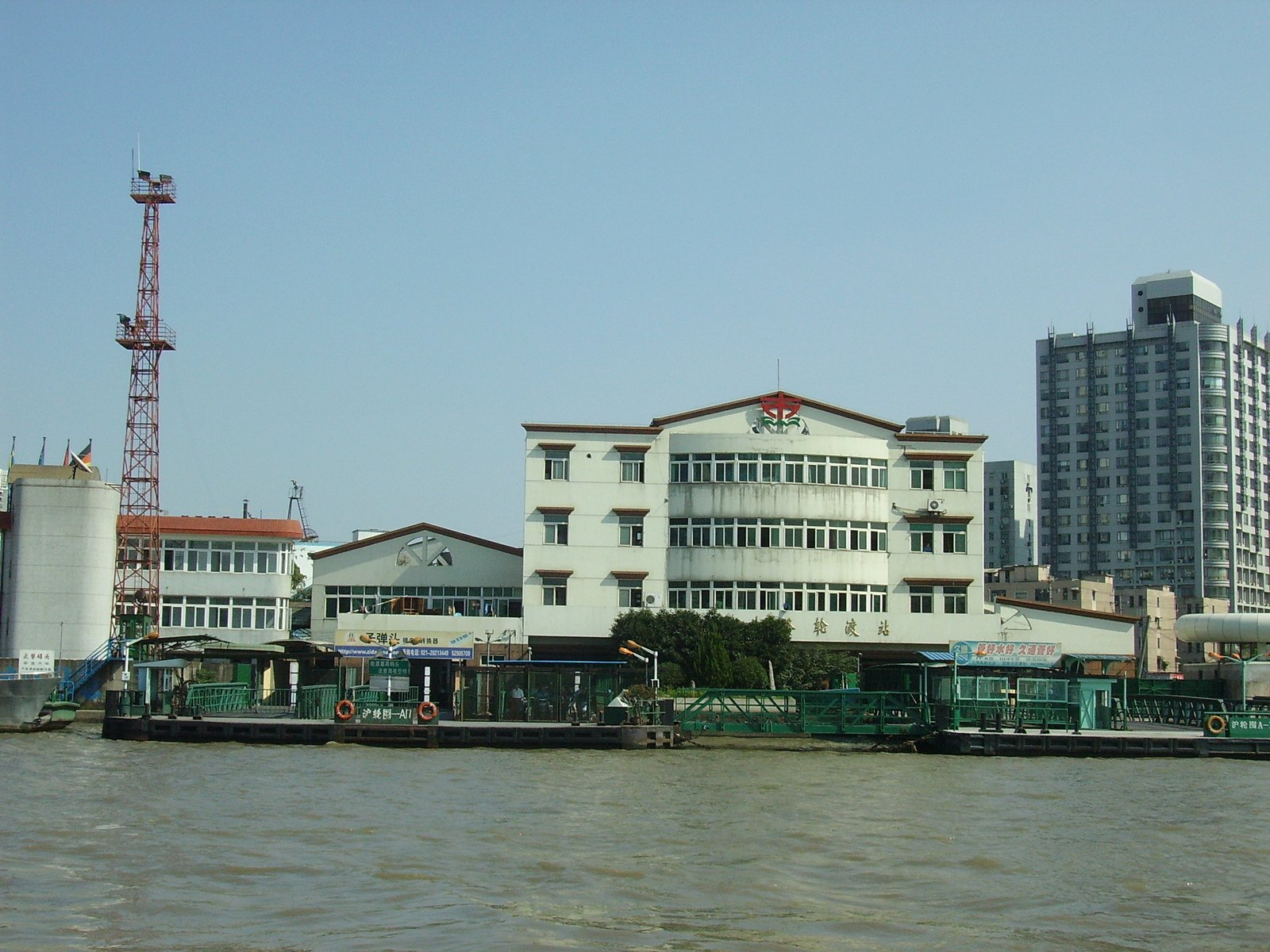
南码头路轮渡站码头（2006年）

清乾隆年间该处已设渡口，渡口为义渡性质，由渡夫头负责以小码头船渡客。至民国初年，渡口备有渡船7艘。民国9年（1920年），由业主合伙发起集股建船，向老公茂船厂订造“天桥”轮1艘，同时新建浦西、浦东浮码头经营南南线轮渡业务。民国16年（1927年），又新建“约翰”、“彼得”2艘渡轮及木制驳船投入运营。
民国26年（1937年）抗日战争爆发，航线三艘渡轮均遭毁坏。“天桥”轮沉于黄浦江中、“约翰”轮遭烧毁、“彼得”轮被国民党军队征用，最后沉于江西鄱阳湖。之后，航线无船可渡，业主只得以手摇驳船渡客，结果亏本，船只充公，航线歇业。之后，航线由日伪上海市轮渡公司接手并复航。由于日伪市轮渡夜间收渡过早，遂有人合伙租用驳船，在市轮渡收渡后继续营业。民国30年（1941年），因客源稀少，市轮渡航线停航。同年，侵华日军封锁了浦西南码头渡口，此处的民间私渡改由董家渡渡口摆渡，至半年后恢复原线过渡。
上海战役后，1950年3月，在该航线上成立南码头济渡公司，航线由浦西南码头至浦东南码头。1955年6月1日，公司以资产入股方式并入上海市轮渡公司，航线正式定名为南南线轮渡。1956年，上海市轮渡公司对轮渡站进行改造，新增码头、候船室等设施。
80年代初，因浦东地区飞速发展，大量浦西市民动迁至浦东南码头一带的临沂、六里等新建的新村小区，轮渡过渡客流不断上升。为适应客流需要，1982年6月，市轮渡投资13万8745元人民币对南码头轮渡站进行改建。新建轮渡站建筑面积607平方米，设浮桥3座。工程于1982年11月12日建成启用。至1998年后，南南线轮渡正名为南陆线轮渡。

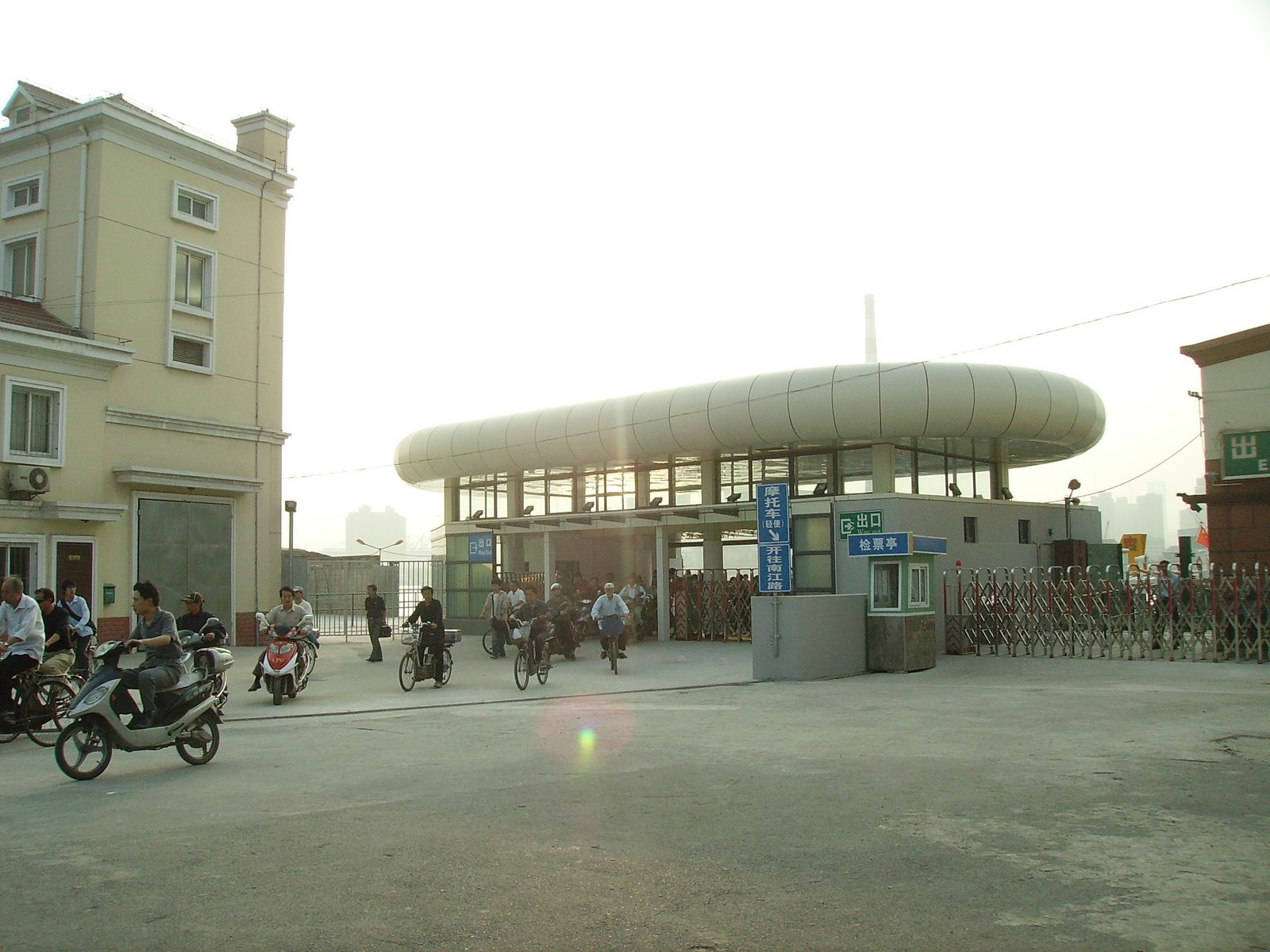
南南线轮渡南码头路2号轮渡站出口（2006年）

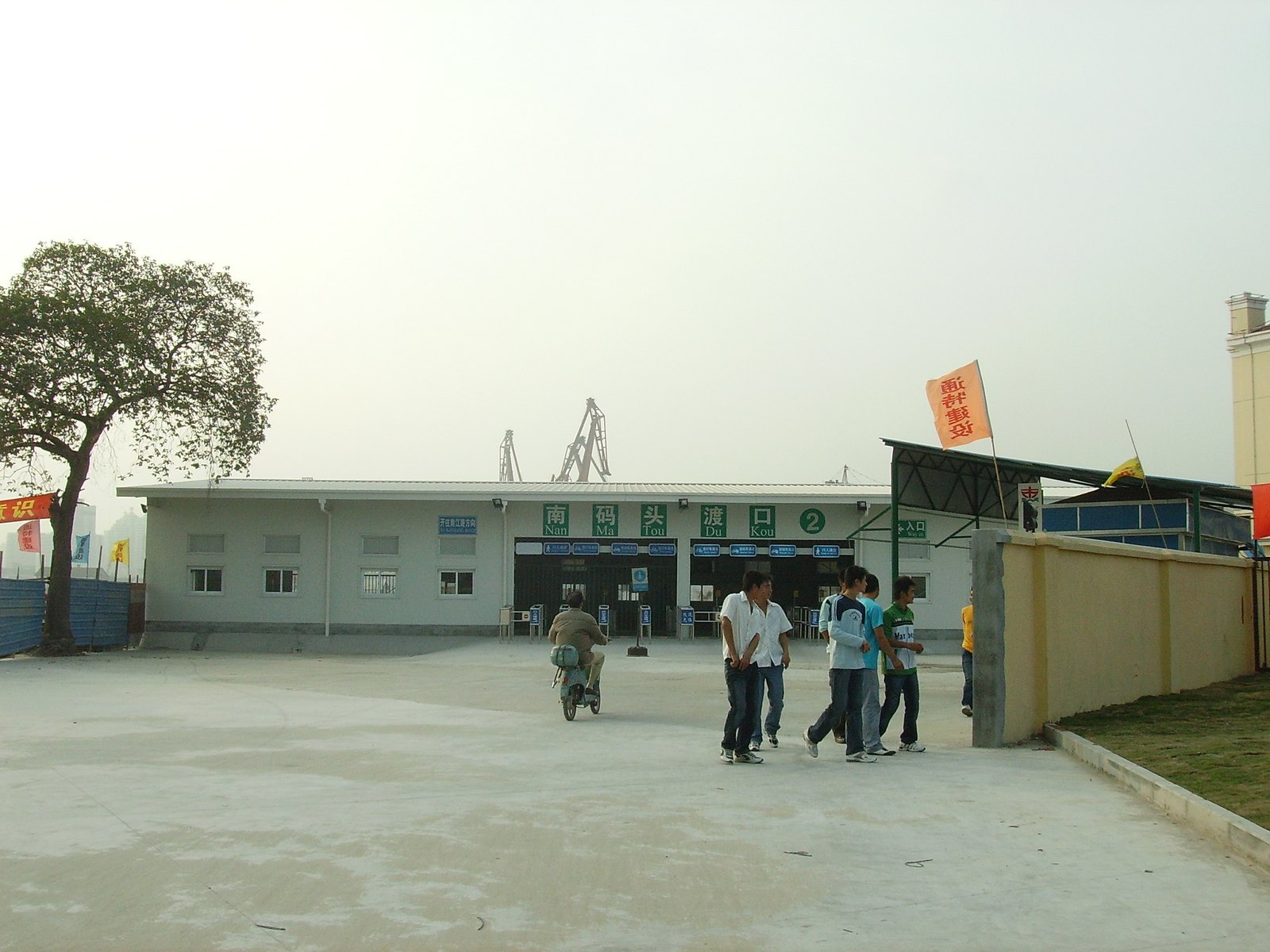
南南线轮渡南码头路2号轮渡站入口（2006年）

2006年，因配合上海世博建设，位于航线上游的周南线轮渡（浦西南江路轮渡站——浦东周家渡2号轮渡站）浦东轮渡站拆除，自10月15日凌晨5：00起，航线改停南码头轮渡站西侧新建的南码头轮渡站2号轮渡码头，同时航线更名为南南线轮渡（浦西南江路轮渡站——浦东南码头轮渡站），航线为临时性质。2008年9月20日起，因配合上海世博建设，南南线航线撤销。
2013年5月17日起，市轮渡对该航线夜间班次进行抽能，22：00——24：00间的班次由原先的24分钟延长至30分钟一班、1：00以后的班次由原先的60分钟延长至90分钟一班。
目前，南陆线轮渡距离其上游最近的轮渡航线为三港线轮渡，两者相距约11.2公里。其间原有的后江线、周江线、周南线（后调整为南南线）三条轮渡因世博建设需要均已撤销，三条轮渡的过江客流多数集中在南陆线轮渡上，使得该轮渡每天的过渡客流非常庞大。

## 车辆渡
民国36年（1937年）5月，上海市轮渡公司会同市工务局、地政局勘定地址，在浦西陆家浜路与浦东南码头设置渡口，兴建南陆线车辆渡。同年10月10日，车辆渡建成试航。至12月12日浦东一侧道路建成，车辆渡正式开航。开航时航线配备市轮渡101号、102号车辆渡轮，车辆渡轮均可装载9辆10吨卡车。上海战役前夕，车辆渡被国民党军队征用进行军运。
上海战役后，1949年5月28日，车辆渡恢复航行。之后，市轮渡公司对南陆线车辆渡进行几次改扩建，在80年代初，市轮渡投资150万元，新建引桥，浮码头等设施。建成后，渡口车辆通过能力可达50吨。1990年因南浦大桥建成通车，南陆线车辆渡撤销。

## 航线班次
- 陆家浜路轮渡站：通宵运营

| 0：00，1：00——4：00   | 90分钟一班     |
| 2：00——4：00          | 60分钟一班     |
| 4：45，5：10——5：50   | 20分钟一班     |
| 6：00——6：24          | 12分钟一班     |
| 6：24——9：24          | 早高峰快班航行 |
| 9：36——16：12         | 12分钟一班     |
| 16：24——18：36        | 晚高峰快班航行 |
| 18：48——21：12        | 12分钟一班     |
| 21：36、22：00——0：00 | 30分钟一班     |

- 南码头路轮渡站：通宵运营

| 1：15——4：15        | 90分钟一班     |
| 5：00——5：40        | 20分钟一班     |
| 5：50——6：00        | 10分钟一班     |
| 6：12，6：24——9：24 | 早高峰快班航行 |
| 9：36——16：12       | 12分钟一班     |
| 16：24——18：36      | 晚高峰快班航行 |
| 18：48——21：00      | 12分钟一班     |
| 21：24——21：48      | 24分钟一班     |
| 22：15——24：15      | 30分钟一班     |

参考来源：。

## 公交换乘

### 陆家浜路轮渡站
- 地铁：上海轨道交通4号线南浦大桥站
- 公交：南浦大桥公交站

| 南浦大桥  | 南浦大桥           | 南浦大桥 | 南浦大桥             | 南浦大桥               |
| 编号      | 路线               | 路线     | 路线                 | 备注                   |
| --------- | ------------------ | -------- | -------------------- | ---------------------- |
| 18        | 南浦大桥           | ⇆        | 鲁迅公园             |                        |
| 43        | 南浦大桥           | ⇆        | 虹漕南路江安路       |                        |
| 55        | 南浦大桥           | ⇆        | 新江湾城(世界路)     | 早晚高峰期间设有大站车 |
| 64        | 南浦大桥           | ⇆        | 中山北路中潭路       |                        |
| 65        | 南浦大桥           | ⇆        | 北区汽车站(中山北路) |                        |
| 89        | 南浦大桥           | ⇆        | 合川路宜山路         |                        |
| 109       | 南浦大桥           | ⇆        | 上海火车站(南广场)   |                        |
| 111       | 南浦大桥           | ⇆        | 长桥新村             |                        |
| 303夜宵线 | 南浦大桥           | ⇆        | 上海南站(北广场)     | 43路夜宵车             |
| 305夜宵线 | 南浦大桥           | ⇆        | 上海火车站(北广场)   | 65路夜宵车             |
| 318夜宵线 | 南浦大桥           | ⇆        | 鲁迅公园             | 18路夜宵车             |
| 324夜宵线 | 上海火车站(南广场) | ⇆        | 南浦大桥             | 64路夜宵车             |

### 南码头路轮渡站
- 地铁：上海轨道交通4号线南浦大桥站

| 南码头渡口/南码头路世博大道 | 南码头渡口/南码头路世博大道 | 南码头渡口/南码头路世博大道 | 南码头渡口/南码头路世博大道 | 南码头渡口/南码头路世博大道 |
| 编号                        | 路线                        | 路线                        | 路线                        | 备注                        |
| --------------------------- | --------------------------- | --------------------------- | --------------------------- | --------------------------- |
| 177                         | 南码头渡口                  | ⇆                           | 江龙路浦申路                | 原周陈线                    |
| 640                         | 龙阳路世博大道              | ⇆                           | 港城路地铁站                |                             |
| 988                         | 御青路御桥路                | ⇆                           | 龙阳路世博大道              | 原633路                     |
| 1048                        | 南码头路世博大道            | ↻                           | 南码头路世博大道            |                             |
| 浦东89路                    | 塘桥新路枢纽站              | ↺                           | 塘桥新路枢纽站              | 原1011路                    |